# Skit Świętego Ducha w Poczajowie
Skit Świętego Ducha – skit filialny ławry Poczajowskiej, podlegający eparchii tarnopolskiej Ukraińskiego Kościoła Prawosławnego Patriarchatu Moskiewskiego.
Siedziby mnichów znajdowały się w miejscu funkcjonowania skitu jeszcze przed 1240, co oznacza, że powstały jeszcze przed uformowaniem się cenobitycznej wspólnoty w Poczajowie. Skit przez cały okres swojego funkcjonowania był filią Ławry. Pierwotnie jego główną świątynią była drewniana cerkiew, która w latach 1901–1903 została przeniesiona do wsi Borszczówka. Na jej miejscu wzniesiono świątynię pod tym samym wezwaniem co cały skit (z dolną cerkwią św. Serafina z Sarowa), w stylu bizantyjsko-rosyjskim. Obiekt ten zwieńczono pięcioma kopułami, nad przedsionkiem wzniesiono dzwonnicę. W XIX w. skit był przystosowany dla ok. trzydziestu mnichów, którzy zamieszkiwali w pojedynczym budynku mieszkalnym. Przełożony skitu posiadał odrębny dom z wewnętrzną cerkwią Wszystkich Świętych. Poza budowlami mieszkalnymi w skład kompleksu wchodziły obiekty gospodarcze – mnisi dysponowali sześcioma dziesięcinami ziemi i pasieką.
Skit funkcjonował bez przeszkód do 1959, gdy został zamknięty na polecenie władz radzieckich. Cerkiew nadbramną św. Onufrego zaadaptowano na cele mieszkalne. Cerkiew Świętego Ducha została zamieniona na magazyn, zaś podziemna cerkiew św. Serafina na prosektorium. W budynkach mieszkalnych dla mnichów urządzony został szpital psychiatryczny.
Skit został zwrócony ławrze Poczajowskiej w 1989. Mnisi, oprócz modlitwy, pracują w nadal istniejącym szpitalu psychiatrycznym. Szczególnym przedmiotem kultu w skicie jest krzyż, który według prawosławnej tradycji należał do św. Nikity Słupnika.